# シャブシャブ丸の冒険
「シャブシャブ丸の冒険」（シャブシャブまるのぼうけん）は、かつてNHKで放映された人形劇。1959年10月11日から1959年12月27日まで、全12回放送された。
毎週日曜日、午後6:35 - 午後6:55まで。

## 作者
- 柳原良平+α(山口瞳) 
  - この時の「+α」は山口瞳ひとりだった。番組は局にも台本しか保存されておらず、マリオネットを制作した結城座にも資料が残されていない。もはや映像を観る手だてはなく、まさに幻の作品である[2]。

## キャスト
- 人形操演 - 結城孫三郎人形座[1]
- 音楽 - 多忠修
- 声の出演
  - 北見治一
  - 名古屋章
  - 辻村真人
  - 斎藤隆
  - 肝付兼太
  - 矢田弘二
  - 木下喜久子
  - 桜京美
  - 沢村泉
  - 矢田弘二

## 台本
＊1959年　大阪市立中央図書館所蔵

## コミカライズ作品
- 中学二年コース　1960年4月号〜10月号連載(全7回)　学習研究社[2]